# ATP Bologna Outdoor 1996
L'ATP Bologna Outdoor 1996 è stato un torneo di tennis giocato sulla terra rossa. È stata la 12ª edizione dell'ATP Bologna Outdoor, che fa parte della categoria World Series nell'ambito dell'ATP Tour 1996. Si è giocato a Bologna in Italia, dal 17 al 23 giugno 1996.

## Campioni

### Singolare
Alberto Berasategui ha battuto in finale  Carlos Costa con il punteggio di 6–3, 6–4

### Doppio
Brent Haygarth /  Christo van Rensburg hanno battuto in finale  Karim Alami /  Gábor Köves con il punteggio di 6–1, 6–4